# André Migdal
André Migdal (* 21. Juni 1924 in Paris; † 19. Februar 2007 ebenda) war ein französischer Widerstandskämpfer, Deportierter, KZ-Häftling und Zwangsarbeiter sowie Autor und Dichter. Nach dem Zweiten Weltkrieg setzte er sich für die deutsch-französische Versöhnung ein und wandte sich dabei vor allem an die französische und deutsche Jugend.

## Leben

### Kindheit
André Migdal wuchs als Sohn eines vor antisemitischen Pogromen ins Exil geflüchteten polnisch-jüdischen Vaters und einer deutsch-jüdischen Mutter in Paris auf. Die Familie war kinderreich, André Migdal hatte zehn Geschwister.

### Zeit des Zweiten Weltkrieges
Im Juni 1940 schloss sich der gerade 16-jährige Migdal, der zuvor eine Tischlerlehre begonnen hatte, dem kommunistischen Widerstand gegen die deutsche Okkupation Frankreichs im Zweiten Weltkrieg an, gemeinsam mit seinen Brüdern Henri und Robert. Er beteiligte sich an Sabotage-Aktionen, vor allem gegen im Bau befindliche Flugpisten der Nationalsozialisten. Nachdem seine Gruppe verraten worden war, kam er am 24. Juni 1941 mit seinen beiden Brüdern ins Gefängnis von Fresnes bei Paris.

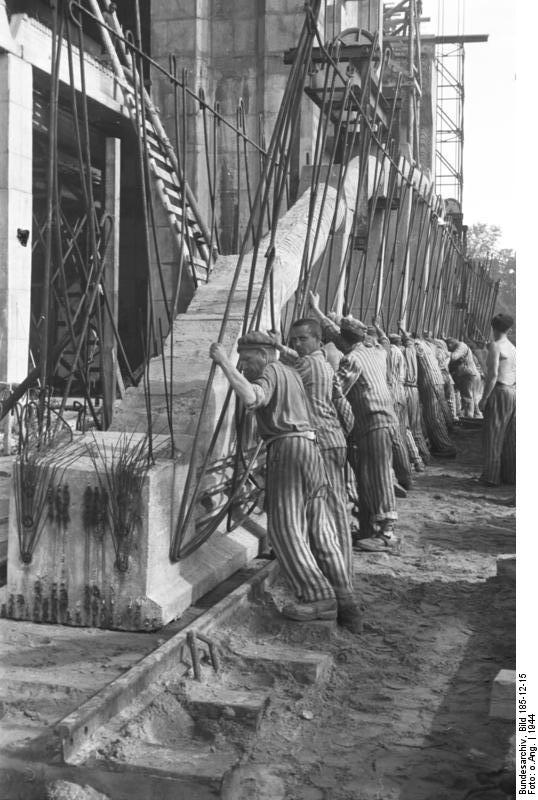
Zwangsarbeiter auf der Baustelle des U-Boot-Bunkers „Valentin“ in Rekum (1944)

Mit 18 Jahren wurde er entlassen, jedoch einige Monate danach am 24. September 1942 von den deutschen Besatzern erneut inhaftiert und im Transitlager Pithiviers sowie im Gefangenenlager Voves interniert. Im Mai 1944 wurde er in ein Lager in Compiègne verlegt, gelangte von dort zunächst in das Konzentrationslager Buchenwald und kam anschließend in das KZ Neuengamme.
Schließlich wurde er in dem KZ Farge, einem nördlich von Bremen gelegenen Außenlager des KZ Neuengamme untergebracht, wo er bei der Errichtung des U-Boot-Bunkers Valentin in Rekum unter sehr schlechten und meist unmenschlichen Lebens- und Arbeitsbedingungen schwere Zwangsarbeit verrichten musste.
Kurz vor Kriegsende wurden er und seine Mithäftlinge von der SS, die vor den anrückenden alliierten Armeen flüchtete, deportiert. In einem „Todesmarsch“ wurden etwa 2500 bis 3000 Häftlinge ab dem 9. April 1945 über das Stalag X-B in Sandbostel an die Ostsee zur Lübecker Bucht gebracht.
Dort wurden die Überlebenden zusammen mit weiteren KZ-Häftlingen von anderen Evakuierungsmärschen auf drei Nazi-Kreuzfahrtschiffe verladen. Die Häftlinge befürchteten, dass die SS die feste Absicht hatte, diese Schiffe mit allen Gefangenen an Bord in der Ostsee zu versenken. Migdal kam am 29. April 1945 auf die Cap Arcona und verbrachte im Schiffsinneren mehrere Tage zusammen mit Hunderten von Mithäftlingen ohne Wasser und Essen. Dann kam er auf die „Athen“, wo er am 3. Mai 1945 als einer von nur wenigen Häftlingen die versehentliche Bombardierung und Beschießung der Schiffe durch britische Bomber sowie das anschließende Maschinengewehrfeuer der SS vom Strand aus überlebte.

### Nachkriegszeit
Migdal kehrte nach Paris zurück, wo er erfuhr, dass seine Mutter Sophie-Berthe, sein Vater Joseph und seine beiden Brüder Henri und Robert im KZ Auschwitz ermordet worden waren. Er fand jedoch seine anderen Brüder und Schwestern wieder, die versteckt in verschiedenen Heimen und  Familien überlebt hatten.
Am 3. Januar 1948 heiratete er Jeannine Rodde, die ebenfalls Familienangehörige im Krieg verloren hatte. Ihr Vater und ihr Großvater gehörten mit zu den Geiseln, die im August 1942 auf dem Mont Valérien von den Nazis erschossen worden waren.

### Versöhnungs- und Friedensarbeit
Nach dem Krieg setzte sich Migdal aktiv für Versöhnung zwischen dem französischen und deutschen Volk sowie für Friedensarbeit ein, wobei er sich vor allem an junge Menschen wandte. Er erinnerte in mehreren autobiografischen Büchern an die NS-Verbrechen und drückte seine Leidenszeit auch in Gedichten aus. Zudem gab er Gedichtsammlungen heraus, in denen er die unmenschliche Behandlung der KZ-Häftlinge und Zwangsarbeiter wiedergab.

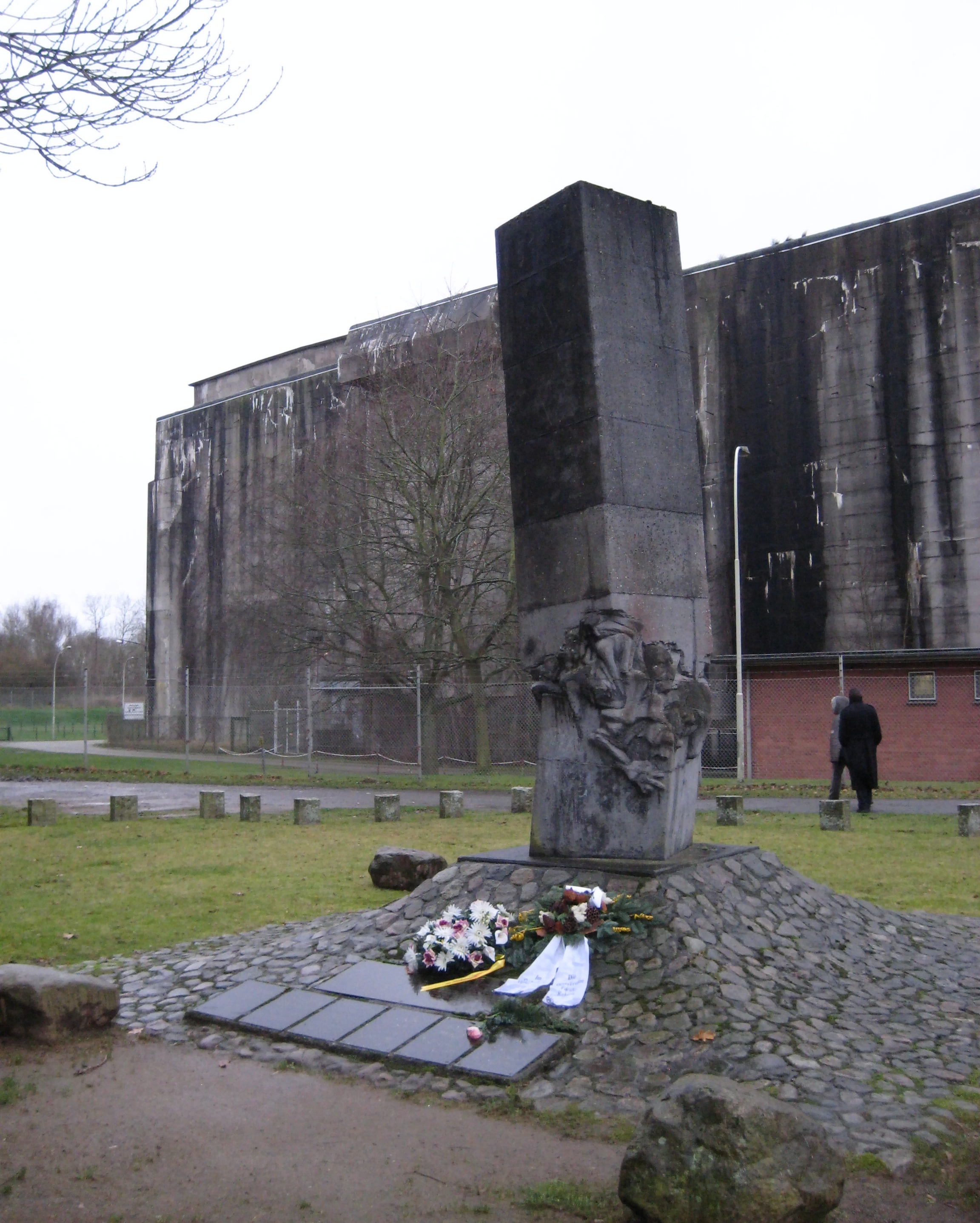
Mahnmal Vernichtung durch Arbeit vor dem U-Boot-Bunker „Valentin“ in Bremen-Rekum (2009)

Migdal kehrte später oft nach Deutschland und insbesondere nach Bremen zurück, wo er an Veranstaltungen zum Gedenken an die Verbrechen des Nationalsozialismus teilnahm, seine Gedichte verlas und als Zeitzeuge über sein Schicksal berichtete. Dabei sprach er öfters auch mit Schülern und jungen Erwachsenen.
Migdal nahm außerdem mehrmals an Gedenkveranstaltungen im Bereich der ehemaligen Häftlingslager und bei dem U-Boot-Bunker Valentin im heutigen Bremer Ortsteil Rekum teil. Unter anderem war er Ehrengast der Einweihungsfeier am 16. September 1983 für das Mahnmal Vernichtung durch Arbeit, das zum Gedenken an das Leiden und Sterben der  beim Bunkerbau eingesetzten Zwangsarbeiter errichtet wurde. Das Mahnmal befindet sich auf einem Platz vor dem bis 2011 teilweise als Marinedepot genutzten U-Boot-Bunker und besteht aus einer Stele aus rohem Beton, dem „Hauptwerkstoff des Bunkers“, angeordnet auf einem gepflasterten Natursteinsockel. Gestaltet wurde es von dem Bremer Künstler Friedrich Stein.
1995 las Migdal bei einem Konzert für den Frieden im Bremer Dom. Bei dem 1999 gegründeten Verein Dokumentations- und Gedenkstätte Geschichtslehrpfad Lagerstraße/U-Boot-Bunker Valentin e. V. der die nationalsozialistische Vergangenheit aufarbeitet und Friedensarbeit durch internationale Begegnungen fördert, war er Ehrenmitglied und wirkte bei mehreren Gedenkveranstaltungen des Vereins mit.
Am 7. Mai 2000, 55 Jahre nach Kriegsende und der Befreiung aus den Häftlingslagern, sprach er im U-Boot-Bunker Valentin: Seine Cantate pour la vie hatte dort Premiere. Bei der Ausstellung Ein KZ wird geräumt. Häftlinge zwischen Vernichtung und Befreiung. Die Auflösung des KZ Neuengamme und seiner Außenlager durch die SS im Frühjahr 1945, die im Frühjahr 2003 im Bremer Rathaus gezeigt wurde, beteiligte er sich als Zeitzeuge. Im April 2005 nahm er an einem Geschichtsprojekt des  Schulzentrums Blumenthal beim U-Boot-Bunker teil.
André Migdal starb im Alter von 82 Jahren in Paris.

## Ehrungen und Auszeichnungen
Migdal erhielt für seinen Widerstand gegen das NS-Regime sowie für sein Engagement für Frieden und Versöhnung nach dem Krieg mehrere Würdigungen und Auszeichnungen vor allem in Frankreich:
- Er ist Offizier der französischen Ehrenlegion („Officier de la Légion d’Honneur“).
- Er ist Träger des Ordre national du Mérite.
- Ihm wurde die Médaille de la Résistance verliehen.
- Der Chevalier des Arts et des Lettres wurde ihm verliehen.
- Er wurde 2000 Ehrenbürger der Hansestadt Bremen.
- Ebenfalls im Jahr 2000 wurde er von der Internationalen Friedensschule Bremen mit dem Franco-Paselli-Friedenspreis geehrt.

## Zitat
« Et l’histoire
Celle écrite avec le gaz
Cette histoire est notre testament »

„Und die Geschichte
Die Geschichte der Gaskammern
Diese Geschichte ist unser Vermächtnis“

## Werke (Auswahl)
- Poésies d'un autre monde. Fresnes 1941–Neuengamme 1945. Seghers, Paris 1975, ohne ISBN. (Französisch; mit einem Vorwort von Marcel Mérigonde)
- Hortensien in Farge. Überleben im Bunker „Valentin“. Hrsg.: Bärbel Gemmeke-Stenzel, Barbara Johr, Donat Verlag, Bremen 1995, ISBN 3-924444-88-9. (Mit: Raymond Portefaix, Klaas Touber)
- Les plages de sable rouge. La tragédie de Lübeck, 3 mai 1945. NM7 éditions, Paris 2001, ISBN 2-913973-20-5. (französisch)
- J’ai vécu les camps de concentration. La Shoah. 4. Auflage. Bayard jeunesse, Paris 2004 (= Reihe: J’ai vécu), ISBN 2-7470-1441-X. (Französisch; mit: Véronique Guillaud u. a.)

## Film
- Lawrence Bond: Der Untergang der Cap Arcona. Dokumentarfilm. ARD-WDR 2004